# Serapio Acosta
Serapio Acosta (nacido en 1894; fallecido en 1970) fue un futbolista argentino. Se desempeñó como arquero y fue uno de los goleros más reconocidos en la historia de Rosario Central.

## Carrera
Serapio se inició en primera siendo muy joven, defendiendo la valla de Tiro Federal. Luego tuvo un paso por Provincial, hasta que le llegó la oportunidad de incorporarse a Rosario Central.

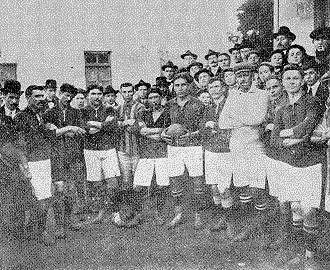
Rosario Central 1914. Al frente, de izquierda a derecha: Juan Díaz, Pablo Molina, Ignacio Rota, Mario Barbieri, Juan Sánchez, Zenón Díaz, Harry Hayes, Serapio Acosta, José Fuggini, Alfredo Woodward, Pedro Wilson.

Llegó al canalla en 1912, y en el club de Arroyito ganó notoriedad rápidamente por sus condiciones, pero sus problemas con la bebida impulsaron su salida un par de años después. Conjugaba cualidades como su instinto para desempeñarse en el puesto, su golpe de vista y la personalidad necesaria para defenderse bajo los tres palos.
En el año de su incorporación a Central, la Copa Vila no se terminó de disputar a raíz de la gran cantidad de conflictos que estallaron entre los clubes, tanto en las canchas como en los escritorios. Además, Acosta junto a Harry Hayes, Ignacio Rota y Pablo Molina rechazaron una convocatoria a la selección de la Liga Rosarina para enfrentar a su par de Uruguay, fundada esta decisión en el apoyo que prestaron a su compañero Zenón Díaz, jugador símbolo de la época y que no había sido convocado para el encuentro. 

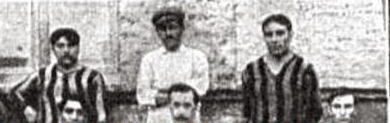
Acosta flanqueado por sus dos backs, Ignacio Rota y Zenón Díaz.

Todo confluyó en un cisma que derivó en la creación de la Federación Rosarina de Football, de la cual Central fue integrante y campeón en el año 1913. Ese mismo año el club auriazul se alzó con su primer título a nivel nacional, la Copa de Competencia de la Federación Argentina de Football, al vencer en la final a Argentino de Quilmes por 3-2, el 26 de octubre en la cancha de Gimnasia de Buenos Aires.
En 1914 Rosario Central y los demás clubes que se habían escindido de la Liga Rosarina volvieron a la misma. El canalla protagonizó una gran campaña, obteniendo el campeonato en forma invicta, con 19 victorias y un empate y recibiendo solo 10 goles. Acosta disputó al menos 15 de los encuentros de su equipo (hay que considerar la falta de algunos datos de aquella época). Disputaría también Serapio la final por la Copa Ibarguren ante Racing Club, que finalizó con victoria del cuadro de Avellaneda 1-0.
Pero sus problemas con la bebida lo alejaron del primer equipo centralista, que había iniciado el camino de un lustro brillante en cuanto a conquista de títulos. En un partido de la Copa Nicasio Vila 1912 ante Tiro Federal, Acosta le detuvo un penal a Guillermo Dannaher y su padre, que estaba en la tribuna detrás del arco, sufrió un paro cardíaco por la emoción, falleciendo luego; el partido fue suspendido a pedido del capitán de Tiro, Conrado Grieshaber. Este suceso complicó la conducta del arquero canalla en adelante, lo que derivó en su salida a fines de 1914.
Serapio pasó a jugar a Atlético del Rosario en 1915 junto a Fidel Ramírez; más tarde fue el guardameta de Sparta, retornando a Rosario Central en 1918, año en el que se retiró. Defendió el arco canalla al menos en 32 oportunidades.
Fue el modelo a seguir para otro gran arquero de la época, Octavio Díaz.

## Clubes
| Club                    | País      | Año       |
| ----------------------- | --------- | --------- |
| Tiro Federal            | Argentina | 1909      |
| Provincial              | Argentina | 1910-1911 |
| Rosario Central         | Argentina | 1912-1914 |
| Atlético del Rosario    | Argentina | 1915      |
| Sparta                  | Argentina | 1916      |
| Rosario Puerto Belgrano | Argentina | 1917      |
| Rosario Central         | Argentina | 1918      |

## Palmarés

### Torneos nacionales oficiales
| Equipo          | País      | Título              | Año  |
| --------------- | --------- | ------------------- | ---- |
| Rosario Central | Argentina | Copa de Competencia | 1913 |

### Torneos regionales oficiales
| Equipo          | País      | Título                          | Año  |
| --------------- | --------- | ------------------------------- | ---- |
| Rosario Central | Argentina | Federación Rosarina de Football | 1913 |
| Rosario Central | Argentina | Copa Nicasio Vila               | 1914 |
| Rosario Central | Argentina | Copa Damas de Caridad           | 1914 |